# Jungfruhamnstjärnen
Jungfruhamnstjärnen är en sjö i Hedemora kommun i Dalarna och ingår i Norrströms huvudavrinningsområde.